# Rafael Poch-de-Feliu
Rafael Poch-de-Feliu (Barcelona, 1956) es un periodista y escritor español, especializado en política internacional, Rusia, Alemania y China.

## Trayectoria
Estudió historia contemporánea en Barcelona e historia de Rusia en Berlín Occidental.
Trabajó como corresponsal durante más de 20 años, residiendo en Moscú, Pekín, Berlín y París de forma consecutiva. Fue corresponsal del diario alemán Die Tageszeitung en España y redactor de la agencia de noticias Deutsche Presse-Agentur en Hamburgo.
Del año 1988 hasta el 2002 fue corresponsal de La Vanguardia en Moscú, coincidiendo con el colapso de la Unión Soviética. Del 2002 hasta el 2008 fue corresponsal en la República Popular China del mismo diario, en Pekín. A continuación en Berlín y desde final del año 2014 en París.
Poch-de-Feliu es autor de numerosos artículos realizados durante su trabajo como periodista corresponsal, así como de numerosos libros centrados también en la diplomacia y las relaciones políticas internacionales, especialmente en los países en los que vivió como corresponsal. Destacar sus libros sobre China, Rusia y Alemania y entre sus artículos, Hong Kong: La reunificación sutil, parte de su trabajo realizado como corresponsal de La Vanguardia en China, recogido en la publicación titulada Diario de Pekín (2002-2008).
Como experto en la República Popular China realiza entrevistas, conferencias y debates. Salvador López Arnal realizó una conversación entrevista a Poch-de-Feliu publicada con el título La crisis, la República Popular de China y la construcción europea.
Actualmente publica sus escritos en medios como CTXT, entre otros artículos El síndrome Qing en Estados Unidos sobre la situación de crisis actual entre China y Estados Unidos.

## Obras seleccionadas
- 1991 Tres días de agosto. golpe y revolución en la URSS, Editorial La Vanguardia
- 2000 Tres preguntas sobre Rusia. Estado de mercado, Eurasia y fin del mundo bipolar, Icaria Editorial
- 2003 La gran transición: Rusia 1985-2002. ISBN 9788484324225, Editorial Crítica
- 2009 La actualidad de China: Un mundo en crisis, una sociedad en gestación. ISBN 9788474233162 Editorial Crítica
- 2013 La quinta Alemania: un modelo hacia el fracaso europeo. ISBN 9788498885200 Icaria Editorial
- 2018 Entender la Rusia de Putin. De la humillación al restablecimiento, Ediciones Akal.[9][10]

## Reconocimientos
- 2012 Entrevista de Salvador López Arnal. La crisis, la República Popular de China y la construcción europea. Papeles de relaciones ecosociales y cambio global Nº 117 2012, pp. 173-184[7]